# Dalbergia darienensis
Dalbergia darienensis là một loài thực vật có hoa trong họ Đậu. Loài này được Rudd miêu tả khoa học đầu tiên.